# Lattes (plate-forme informatique)
Pour les articles homonymes, voir Lattes (homonymie).
La Plateforme Lattes est un système d'information intégré (base de données, interface de requête, etc.) maintenu par le gouvernement brésilien pour gérer l'information sur la science, la technologie et l'innovation liées à des chercheurs individuels et des institutions travaillant au Brésil.
Son nom provient du physicien brésilien, Cesar Lattes, et il est maintenu par le bureau fédéral responsable du financement de la science et de la technologie au niveau fédéral, le Conselho Nacional de Desenvolvimento Científico e Tecnológico (CNPq, conseil National de Développement Scientifique et Technologique). Tous les chercheurs et les institutions sont tenus de conserver leurs dossiers à jour. La Plateforme Lattes peut servir non seulement à obtenir de l'information sur les chercheurs individuels, mais aussi à effectuer des évaluations au niveau des organisations,,.